# Michael Stuart
Pour les articles homonymes, voir Stuart.
Michael Stuart (né le 9 mars 1975 à New York) est un chanteur de salsa et un acteur d'origine portoricaine.

## Biographie
Les parents de Michael Stuart ont quitté Porto Rico pour s'établir à New York dans les années 1960.

Il a été bercé par le hip-hop, le rock et la musique latine.
Il a accompagné son oncle Israel "Timbalero" Stuart au chant, aux maracas et aux congas.
 
Il a appris à jouer de la trompette en jouant des morceaux d'Hector Lavoe et d'El Gran Combo.

Domingo Quiñones, Johnny Rivera et Marc Anthony sont les chanteurs qui l'ont influencé.
En 1996, Stuart a enregistré son "premier" CD, "Cuentos de la Vecinidad" (avec une reprise de Michael Jackson : "The Lady of My Life").
Il a été élu révélation de l'année 1996-97 par le magazine Farandula, artiste de l'année 1997 par la récompense Tu Musica et révélation de l'année 1997 (prix Lo Nuestro).
Il a chanté pour l'hommage à Bobby Capo aux côtés de Danny Rivera, Jose Feliciano et Chucho Avellanet.
En 1998 il participe à la comédie musicale "Jesus Christ Superstar" à San Juan, aux côtés d'Olga Tañon et reçoit le prix du meilleur nouvel acteur par le Theater Circle.
Pour l'hommage à Rafaël Hernandez, Michael Stuart a chanté aux côtés de Ricky Martin et de Gilberto Santa Rosa.
En 2000 il a chanté "Algo en alla" qui figure sur la bande originale du film Suspicion.
Michael Stuart a également chanté deux chansons dans "Obra Maestra", album d'Eddie Palmieri et de Tito Puente.

## Discographie
- "Cuentos de la Vecinidad" (1997)
- Retratos (1998)
- Subeme El Volumen (2000)
- "Michael" (2002)
- Sin Miedo (2005)
- "Back to Da Barrio" (2006)

Album où il reprend des chansons reggaeton en salsa
1. Mayor Que Yo 4:21
2. Pobre Diabla 4:04
3. No Soy Tu Marido 4:12
4. Paga Lo Que Debes 4:39
5. Ella Y Yo (feat. Tito Rojas) 4:06
6. Ven Bailalo 4:16
7. Nadie Sabe 4:59
8. Noche De Traversura 4:01
9. Loco 4:43

- 2006: Grandes Exitos (CD & DVD) (RMM Records/Universal Music Latino)
- 2006: Pura Salsa (RMM Records/Universal Music Latino)
- 2007: Sentimiento De Un Rumbero (Machete Records)